# Gernsbacher Höhe
Die Gernsbacher Höhe ist eine 540,6 m ü. NHN hohe Erhebung des Rothaargebirges. Sie liegt zwischen Gernsdorf im nordrhein-westfälischen Kreis Siegen-Wittgenstein und Dillbrecht im hessischen Lahn-Dill-Kreis – mit Gipfellage in Westfalen.

## Geographie

### Lage
Die Gernsbacher Höhe erhebt sich im Südwesten des Rothaargebirges auf der Nordwestgrenze des Naturparks Lahn-Dill-Bergland und auf der Grenze des Kreises Siegen-Wittgenstein im Nordwesten zum Lahn-Dill-Kreis im Südosten. Im Gegenuhrzeigersinn betrachtet liegt sie zwischen Gernsdorf im Nordnordwesten, Rudersdorf im Nordwesten und Wilgersdorf im Westsüdwesten, die alle zu Wilnsdorf gehören, sowie Dillbrecht im Südsüdosten und Offdilln im Ostsüdosten, die beide zu Haiger zählen. Ihr Gipfel befindet sich 2,1 km südsüdöstlich der Ortsmitte des westfälischen Gernsdorf in der Gemarkung Rudersdorf und 2 km nordnordwestlich der Ortsmitte des hessischen Dillbrecht; die westfälisch-hessische Grenze liegt 100 m südöstlich des Gipfels. Im Südwesten schließt sich die Tiefenrother Höhe (552,3 m) und im Nordosten die Haincher Höhe (609 m) an. Auf dem Übergangsbereich zwischen Gernsbacher- und Tiefenrother Höhe befinden sich drei Windkraftanlagen.

### Naturräumliche Zuordnung
Die Gernsbacher Höhe gehört in der naturräumlichen Haupteinheitengruppe Süderbergland (Nr. 33) in der Haupteinheit Rothaargebirge (mit Hochsauerland) (333) und in der Untereinheit Dill-Lahn-Eder-Quellgebiet (333.0) zum Naturraum Kalteiche (mit Haincher Höhe) (333.00). Nach Nordwesten fällt ihre Landschaft in der Haupteinheit Siegerland (331) und in der Untereinheit Nordsiegerländer Bergland (331.0) in den Naturraum Südliches Siegener Bergland (331.04) ab.

### Berghöhe und Kuppen
Die Gernsbacher Höhe ist im Rahmen ihrer Westsüdwestkuppe 540,6 m hoch. Ihre Höhe wird teils nur mit etwa 537 m angegeben, was sich wahrscheinlich auf den Gipfel der 537,3 m hohen Ostnordostkuppe bezieht. Beide Kuppen sind etwa 530 m voneinander entfernt. Auf topographischen Karten ist am Rothaarsteig rund 130 m südlich des Berggipfels ein Wegabzweig auf 539,1 m Höhe und etwa 120 m östlich dieses Gipfels eine Wegstelle auf 535,7 m Höhe verzeichnet.

### Lahn-Sieg-Wasserscheide und Fließgewässer
Über die Gernsbacher Höhe verläuft die Lahn-Sieg-Wasserscheide: Auf ihrer Nordflanke entspringt ein kleiner Zufluss des Bichelbachs, dessen Wasser durch die Weiß und die Sieg den Rhein erreicht. Auf der Westflanke liegt der Hermerichsborn, dessen Wasser durch den etwas südwestlich davon quellenden Klingelseifen, den Wahlbach, den Bichelbach, die Weiß und die Sieg auch dem Rhein zufließt. Auf der Südostflanke entspringt ein kleiner Zufluss des auf dem Übergangsbereich zur Haincher Höhe quellenden Schwarzen Bachs (Schwarzbach), dessen Wasser durch die Dill und die Lahn in den Rhein mündet.

## Schutzgebiete
Bis auf gipfelnahe Bereiche der Nordflanke der Gernsbacher Höhe reichen Teile des Naturschutzgebiets (NSG) Gernsdorfer Weidekämpe (CDDA-Nr. 163235; 1989 ausgewiesen; 1,0197 km² groß), und auf dem unteren Teil ihrer Nordwestflanke liegt das NSG Oberes Langenbachtal (CDDA-Nr. 318886; 2003; 17,7 ha). Bis auf den Übergangsbereich zur Haincher Höhe reichen Teile des Landschaftsschutzgebiets Gemeinde Netphen (CDDA-Nr. 555558489; 1985; 117,4529 km²). Bis auf die Nordflanke der Gernsbacher Höhe reichen Teile des Fauna-Flora-Habitat-Gebiets Gernsdorfer Weidekämpe (FFH-Nr. 5115-301; 110 ha) und auf dem unteren Teil ihrer Nordwestflanke liegt das FFH-Gebiet Oberes Langenbachtal (FFH-Nr. 5115-302; 1,466 km²). Bis auf die Ostflanke reichen Teile des Vogelschutzgebiets Hauberge bei Haiger (VSG-Nr. 5115-401; 76,8659 km²).

## Verkehr und Wandern
Straßen führen lediglich durch die rund um die Gernsbacher Höhe gelegenen Ortschaften Gernsdorf, Rudersdorf, Wilgersdorf, Dillbrecht und Offdilln. 100 m südöstlich ihres Gipfels verläuft der Rothaarsteig als einer von mehreren Wanderwegen vor Ort.